# تاريخ خليفة بن خياط
يعتبر كتاب التاريخ لخليفة بن خياط، من أقدم ما أُلف في الحوليات، وتشير المصادر إلى ان النسخة الأصلية منه قد فُقدت ولم يصل إلينا اليوم إلا من رواية الإمام الأندلسي بقي بن مخلد  ، وهي النسخة الوحيدة المتداولة في وقتنا الحاضر ، وقد بدأه المؤلف بقوله : «هذا كتاب التاريخ، وبالتاريخ عرف الناس أمر حجهم وصومهم وانقضاء عدد نساءهم ومحل ديونهم..» 

## أهميته
تكمن أهمية الكتاب فيما يلي :
1. تقدم زمانه.
2. كونة من القلة القليلة التي سلمت من الفقدان والضياع، في وقت فُقدت فيه العديد من كتب الحوليات التي سبقته .
3. اتبع فيه مؤلفه خليفة بن خياط منهج الإسناد والتوثيق .
4. يعتبر ابن خياط من المشهود لهم بالصلاح والصدق والنزاهة، فقد روت له كتب الحديث العديد من الأحاديث، وعلى رأسها صحيح البخاري ، وبهذا فهو أحد شيوخ البخاري .[4]
5. أن راويته الوحيد هو الإمام بقي بن مخلد [5] إمام أهل الحديث في الأندلس، وهو ممن شُهد لهم بالصدق النزاهة والورع.[6]

## منهج المؤلف
اختار المؤلف لكتابه منهج الحوليات، وهو ذكر أحداث كل سنة على حده، حيث بدأه بمقدمة مقتضبة عن مكانة التاريخ وأهميته لدى الأمم السابقة، ثم بيان كيف بدأت فكرة التاريخ عند المسلمين، ثم ذكر بعدها تاريخ مولد النبي ﷺ وما ورد في ذلك من أخبار، - بإيجاز شديد - ، ثم انتقل إلى أحداث السنة الأولى من الهجرة، وبوب لذلك بقوله : ( سنة إحدى من التاريخ )، واستمر بعد ذلك في ذكر كل سنة على حده، مبيناً ما وقع فيها من الأمور والأحداث، وقد بلغ به إلى سنة اثنتين وثلاثين ومئتين(232هـ)، أي قبل وفاته ببضع سنين.